# Akuglek Island
Akuglek Island är en ö i Kanada.   Den ligger i territoriet Nunavut, i den östra delen av landet, 2 400 km norr om huvudstaden Ottawa. Arean är 13,0 kvadratkilometer.
Terrängen på Akuglek Island är lite kuperad. Öns högsta punkt är 295 meter över havet. Den sträcker sig 6,0 kilometer i nord-sydlig riktning, och 3,6 kilometer i öst-västlig riktning.
Trakten runt Akuglek Island består i huvudsak av gräsmarker.